# محمد دعیج
محمد دعیج (انگلیسی: Mohamed Duaij Mahorfi؛ زادهٔ ۲۴ ژوئیهٔ ۱۹۸۱) بازیکن فوتبال اهل بحرین بود.
از باشگاه‌هایی که در آن بازی کرده‌است می‌توان به باشگاه ورزشی الرفاع اشاره کرد.
وی همچنین در تیم ملی فوتبال بحرین بازی کرده‌است.